# 一闡提
一闡提，佛教術語，指斷滅善根的人，因此他們無法得到解脫。但是對於最後一闡提能不能悔改而修道成佛，這個問題在佛教學術研究有不同論點。

## 字源
一闡提，其「一」是譯音，意為「貪欲」，不是數目一二的一。意思是「於涅槃無樂欲」或「信不具」者。此不相信且詆毁佛法者，佛教認為此為斷滅善根的人。

## 經典義理考證
然而根據對東亞大乘佛教影響十分深遠，由東晉天竺沙門曇無讖（Dharmakṣema）所譯四十卷的《大般涅槃經》（Mahāyāna Mahāparinirvāṇa Sūtra）的經典所主張，則有不同的論點。此經乃站在一切眾生皆有佛性的立場，而在其中的第九品仍然肯定一闡提是具有佛性。在中國佛教中，晉宋之際的竺道生亦依「人人皆可成佛」的佛性思想，在《大般涅槃經》未傳入中國之前，就能孤明先發地倡言「一切眾生悉有佛性，一闡提亦可成佛」。此亦開啟了南北朝的各種佛性論說爭鳴盛況。然「斷善根的一闡提者不能成佛，與一闡提者還是可能成佛」的二種說法並不衝突。
- 《大般涅槃經》卷20記載：如來為一闡提而演說法，何以故？因為「一闡提者復有利根、中根二種，如來善知一闡提輩能於現在得善根者則為說法，後世得者亦為說法。」由此可見，一闡提還是有生起「善心、善根」之日，而離開「一闡提」的身份，還是可以成佛。
- 《大般涅槃經》卷22也說：「謗方等經作五逆罪及一闡提悉名不定，如是等輩若決定者，云何得成阿耨多羅三藐三菩提？」意思是說：一闡提是「不定者」而非決定永不改易者，假如決定永不改易，怎能成佛呢？反之，因為與「謗方等經作五逆罪」皆是「不定者」，還是有生起善根的時候，因此還是可以成佛。
- 《大乘入楞伽經》卷2也延續這個說法：「捨善根一闡提，以佛威力故，或時善根生。」善根生故，及捨離一闡提，還是可以成佛。

《大般涅槃經》卷19記載 一闡提者 不信因果 無有慚愧 不信業報 不見現在和未來世 不親善友 不隨諸佛所說教戒

## 趣向一闡提道
眾生若有如下造作，是趨向一闡提道的惡劣行為：
1. 假如有人口出粗魯骯髒言語誹謗佛法，對於這樣謗佛的過錯根本不覺得慚愧，這人態度堅不認錯、永遠不懺悔改進。
2. 假如有人犯了「1殺生、2偷盜、3邪淫、4大妄語」四重罪及「1殺父、2殺母、3殺阿羅漢、4出佛身之血，5破和合僧」 五種逆罪，一點兒也不覺得害怕、慚愧，堅定而不認錯。或者對於佛法沒有一點保護珍惜之心，還經常公開的詆毀、輕飾賤踏。
3. 假如有人說：沒有「佛陀、佛法 僧人」佛法僧，佛和佛法都像戲論的講好玩的說佛法是沒有用的。如此等凡夫即是走近一闡提之道路。[3]

### 引用
1. ↑  《觀音玄義記》卷2
2. ↑  「如來藏系」之說法
3. ↑  大般涅槃經卷第十